# Madeiras

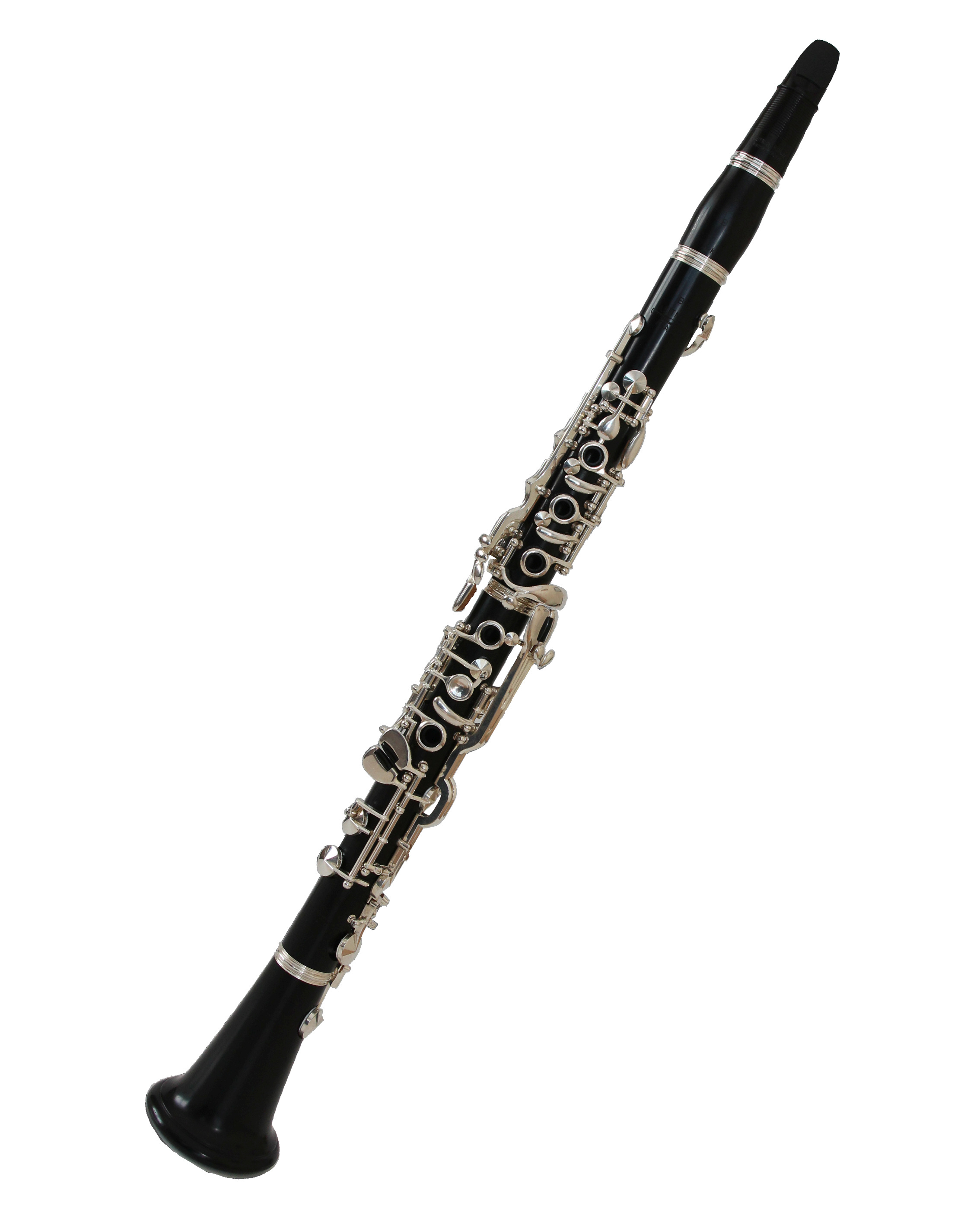
Clarinete

Madeiras são instrumentos musicais de sopro cujo método de ativação não é a vibração dos lábios, mas sim, a vibração de uma palheta ou a passagem do ar por uma aresta.

## Na Orquestra
Numa Orquestra, dentro do naipe de sopros, existem dois grupos de instrumentos distintos: as madeiras e os metais. São distinguidos maioritariamente pelo timbre: genericamente, os metais apresentam um som mais "explosivo" e ribombante, ao passo que as madeiras possuem uma sonoridade mais doce e suave.

## Origem do nome
Apesar de se chamarem Madeiras, nem todos os instrumentos deste grupo são feitos de madeira. Antigamente, os instrumentos deste grupo eram maioritariamente construídos de madeira, mas com os avanços tecnológicos, certos instrumentos passaram a ser construídos doutros materiais, como o metal (por exemplo, a flauta). Assim, distinguimos as madeiras dos metais não pelo material em que é construído o instrumento, mas sim pela forma de produção do som. Palhetas duplas ou simples vibram em contato com o sopro do instrumentista, assim, produzindo o som no instrumento. Característico dos instrumentos de madeira também é o sistema de chaves, através do qual se altera a altura do som emitido.

## Produção de som
O timbre das madeiras é característico pelo método de produção sonora de cada instrumento. Os instrumentos das madeiras produzem som de uma das seguintes formas:
- Palheta (simples ou dupla): Clarinete, Requinta, Saxofone, Oboé, Fagote
- Aresta: Flauta, Flautim/Piccolo

## Heterogeneidade tímbrica
Ao contrário das Cordas e dos Metais, o grupo das Madeiras não é timbricamente homogéneo. Ao passo que tanto nas Cordas como nos Metais os instrumentos têm características de produção e ressonância sonora semelhantes (o que lhes dá uma homogeneidade tímbrica em todo o seu âmbito), nas Madeiras, devido às diferenças físicas entre os instrumentos, existem várias possibilidades tímbricas, não havendo um timbre homogéneo entre todos os instrumentos.